# Corrado Segre
Corrado Segre (Saluzzo, 20 agosto 1863 – Torino, 18 maggio 1924) è stato un matematico italiano.

## Biografia
Con Eugenio Bertini viene considerato il fondatore della scuola italiana di geometria algebrica.
Figlio di Abramo e di Estella De Benedetti, proveniva da una famiglia ebraica benestante che nel 1870 si trasferì a Torino. Nel 1873 si diplomò presso l'Istituto Tecnico Commerciale Sommeiller cittadino; qui fu discepolo di Giuseppe Bruno, il quale lo convinse a dedicarsi alla matematica, anziché all'ingegneria, come avrebbe voluto suo padre. Studiò all'Università di Torino con Enrico D'Ovidio e Francesco Faà di Bruno, laureandosi nel 1883. Dal 1888, quando ottenne la cattedra di geometria superiore, svolse a Torino tutta la sua carriera universitaria e, grazie alle sue doti e alla sua passione di insegnante, ebbe modo di avviare alla ricerca un numero eccezionale di talenti matematici. Sotto la sua guida prepararono la tesi Gino Fano, Beppo Levi, Alberto Tanturri, Francesco Severi, Giovanni Zeno Giambelli, Eugenio Togliatti e Alessandro Terracini. Presso di lui si perfezionarono Guido Castelnuovo, Federico Amodeo, Federigo Enriques, William Henry Young e Grace Chisholm Young.
L'invariante (birazionale) di Zeuthen-Segre porta il suo nome.
Sempre molto interessato alla didattica della matematica, partecipò attivamente alle riunioni della società Mathesis nei suoi primi anni di vita. Pubblicò, inoltre, un centinaio di articoli sulla Encyklopädie der mathematischen Wissenschaften.